# بارنه ورن

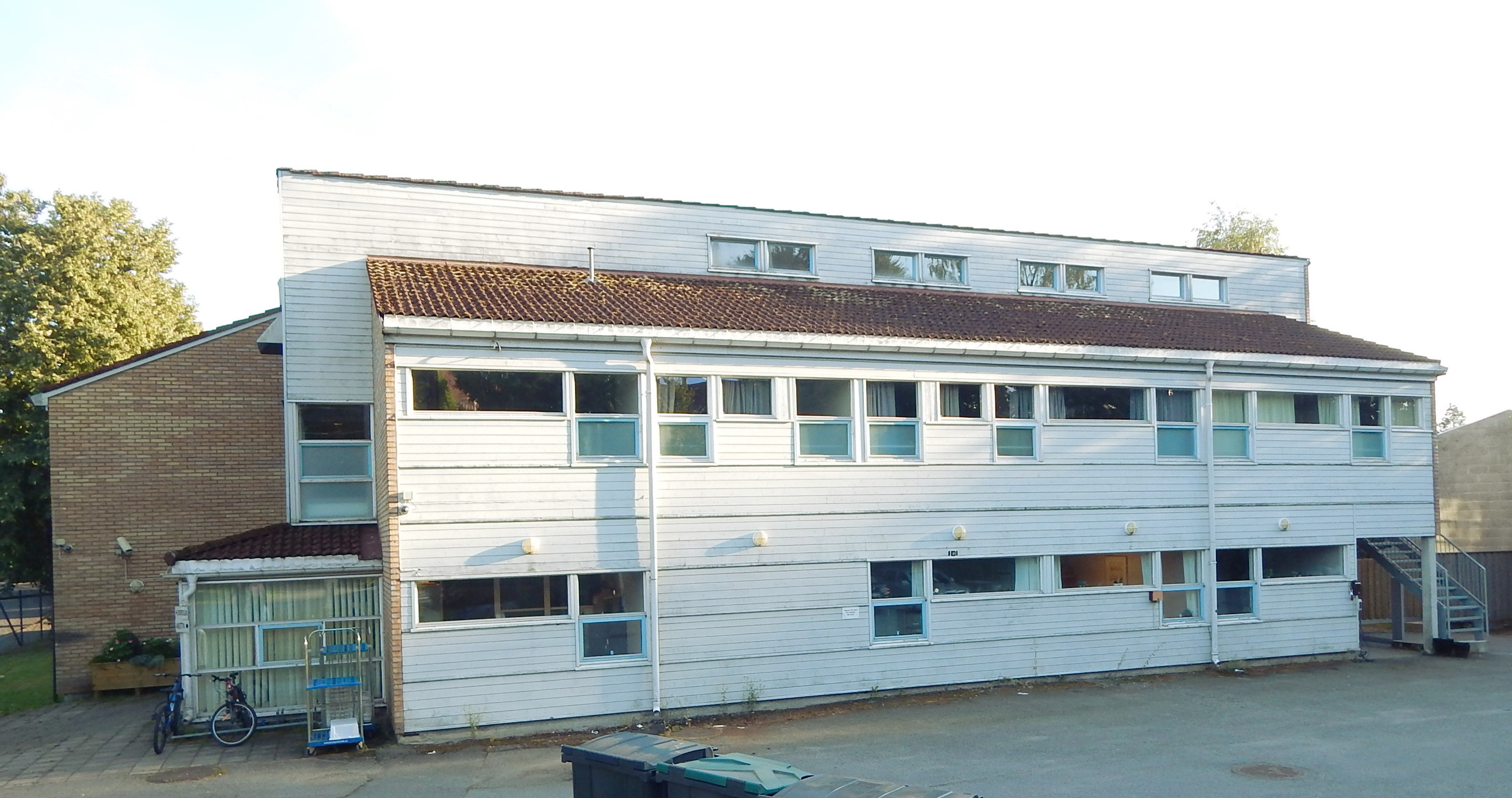
ساختمان مرکز بارنه ورن

«بارنه‌ورن» یا «مرکز خدمات بهزیستی کودکان» (نروژی: Barnevernet) یک سازمان دولتی در کشور نروژ است که مسئولیت ارائه خدمات رفاهی و بهزیستی به کودکان نیازمند کمک را به عهده دارد. طبق قانون نروژ این سازمان امکان توسل به زور و خشونت در قبال خانواده‌هایی که با تشخیص آنها، فاقد صلاحیت یا امکان بزرگ کردن کودک هستند، را دارا می‌باشد. در این موارد وزارت دادگستری و امنیت عمومی نروژ، با ارائه سرویس از سوی مأموران قانون این سازمان را حمایت می‌کند.

## انتقادات
بارنه‌ورن غالباً برای جدا کردن کودکان با پیشینه خانواده‌های مهاجر متوسل به زور می‌شود که در موارد زیادی با پوشش خبری روزنامه‌نگاران و انتقادات شدید در نروژ و در سطح بین‌المللی مواجه شده‌است. در برخی پرونده‌های جداسازی اجباریِ کودک از خانواده، دولت نروژ و بارنه‌ورن متهم به عدم رعایت حقوق خانواده و کودک و نقض پیمان‌نامه حقوق کودک سازمان ملل متحد شده‌اند.

## عدم اطلاع‌رسانی در مورد پرونده‌ها
به دلیل محرمانه بودن محتوای پرونده‌های، بارنه‌ورن در هیچ مصاحبه یا مناظره ای که مربوط به یک پرونده مشخص باشد، شرکت نمی‌کند. این محرمانگی قانونی باعث شده که در هیچ پرونده ای، خبرنگاران و رسانه‌های عمومی امکان شنیدن و انعکاس نظر بارنه‌ورن در مورد پرونده و بچه‌های جدا شده از خانواده‌ها را نداشته باشند و شبکه‌های اجتماعی و رسانه‌ها غالباً تنها به تحلیل در مورد محتوای پرونده‌ها بر مبنای شواهد خانواده‌های تحت تأثیر قرار گرفته اکتفا می‌کنند.

## تماس کودکان برای فرار از خانه
در نروژ کودکان با تماس با شماره ۱۱۱ ۱۱۶ امکان صحبت مستقیم با بارنه ورن و دریافت حمایت از آن را دارند. در مواردی که کودک احساس خطر کند، می‌تواند از بارنه‌ورن برای فرار از خانه تقاضای کمک کند که در صورت تأیید، این کمک به سرعت به کودک ارائه می‌شود.

## درگیری حقوقی بین‌المللی
- از سال ۱۹۴۵ تا ۱۹۸۰ تقریباً ۴۰۰۰ نفر از خانواده‌هایی که بچه‌های آنها توسط بارنه ورن جدا شده، اقامه دعوی حقوقی و طلب غرامت از دولت نروژ کردند. بیش از ۲۰۰۰ نفر آنها در این دعواهای حقوقی برنده شده و دولت نروژ مجموعاً مجبور به پرداخت غرامتی ۲۲۰ میلیون دلاری به این خانواده‌ها شده‌است.[۴][۵]
- از سال ۲۰۱۵ به بعد، دست کم در ۸ پرونده علیه دولت نروژه و بارنه ورن در دادگاه حقوق بشر اروپا اقامه دعوی شده‌است و خانواده‌هایی که بچه‌هایشان توسط دولت نروژ به زور جدا شده، بارنه ورن را به دادگاه کشیده‌اند. در برخی از این پرونده‌ها دولت نروژ به «دزدیدن کودکان از ملیت‌های دیگر» برای حل مشکل جمعیت پیر این کشور متهم شده‌است.[۶][۷]